# Heliophobus dissectus
Heliophobus dissectus är en fjärilsart som beskrevs av Walker 1865. Heliophobus dissectus ingår i släktet Heliophobus och familjen nattflyn. Inga underarter finns listade i Catalogue of Life.

## Bildgalleri

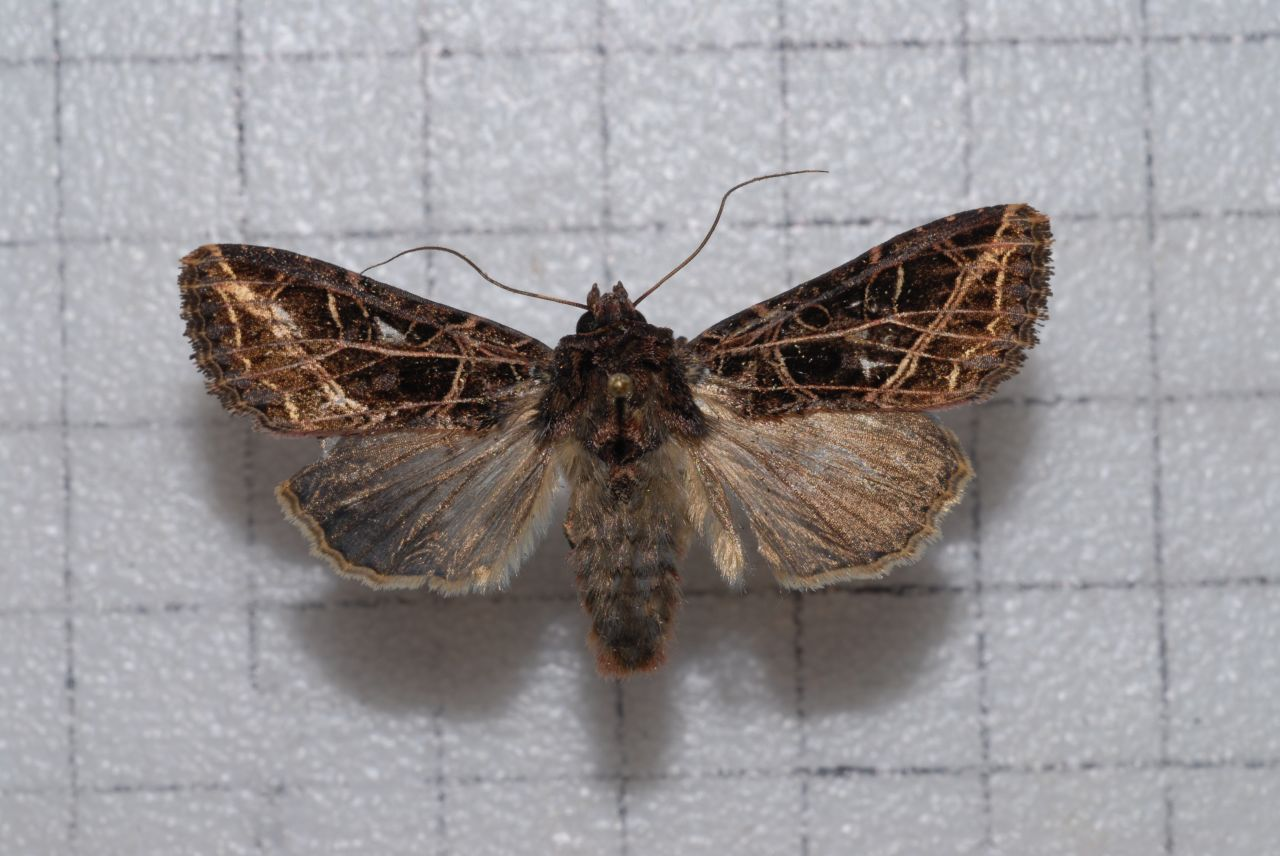